# ليلاند إل. جونز
ليلاند إل. جونز (بالإنجليزية: Leland L. Jones)‏ (و. 1968  م) هو ممثل، ومؤلف، وممثل تلفزي أمريكي، ولد في كانزاس سيتي، ميزوري.

## وصلات خارجية
- ليلاند إل. جونز على موقع IMDb (الإنجليزية)
- ليلاند إل. جونز على موقع قاعدة بيانات الفيلم (الإنجليزية)

- ليلاند إل. جونز في قاعدة بيانات الأفلام على الإنترنت